# Шепетин
Шепетин (укр. Шепетин) — село в Смыгской поселковой общине Дубенского района Ровненской области Украины.
Население по переписи 2001 года составляло 609 человек. Почтовый индекс — 35682. Телефонный код — 3656. Код КОАТУУ — 5621689501.